# Alexis Saelemaekers
Alexis Jesse Saelemaekers (pronuncia francese [alɛksi salmakɛʁs]; Berchem-Sainte-Agathe, 27 giugno 1999) è un calciatore belga, centrocampista o attaccante del Milan e della nazionale belga.

## Caratteristiche tecniche
È un centrocampista laterale che può essere schierato come esterno del tridente d'attacco e in 4-2-3-1 o, all'occorrenza, come terzino destro. Può giocare sia a destra che a sinistra e risulta prezioso in entrambe le fasi di gioco, sfruttando le nozioni da terzino sviluppate agli esordi della sua carriera.

## Carriera

### Club

#### Anderlecht
Cresciuto nel settore giovanile dell'Anderlecht, esordisce in prima squadra il 16 febbraio 2018, nella partita di campionato persa per 1-0 contro il Sint-Truiden. L'8 giugno prolunga il proprio contratto con i bianco-malva fino al 2022.

#### Milan
Il 31 gennaio 2020 si trasferisce al Milan in prestito con diritto di riscatto. Esordisce in Serie A il 2 febbraio, nella partita pareggiata in casa contro il Verona (1-1). Trova spazio sin da subito, ma ne trova maggiormente dopo la ripresa del campionato, a seguito dello stop dovuto alla pandemia. Il 1º luglio seguente viene acquistato a titolo definitivo per 4 milioni di euro, firmando un quadriennale con i rossoneri.
Arrivato per giocare da terzino, alla ripresa del campionato, nel giugno 2020, diventa titolare, ma nel ruolo di esterno alto nel 4-2-3-1 dei rossoneri. Il 18 luglio seguente, nella partita di campionato vinta per 5-1 contro il Bologna a San Siro, segna il suo primo gol con la maglia del Milan. Nella stagione 2020-2021 trova ulteriore spazio, venendo scelto come titolare nel ruolo di esterno destro di attacco nel 4-2-3-1 utilizzato da Stefano Pioli.
Nel 2021-2022 disputa 46 partite in tutte le competizioni (primatista di presenze stagionali), realizzando 2 reti. Nel corso dell'intera stagione si alterna sulla fascia destra con Junior Messias e nel maggio 2022, in seguito alla vittoria in casa del Sassuolo, si aggiudica lo scudetto con i compagni. Nell'annata seguente sigla le sue prime reti in UEFA Champions League, il 6 settembre 2022 nel pareggio per 1-1 sul campo del Salisburgo e il 14 settembre seguente nel successo casalingo contro la Dinamo Zagabria. Impiegato nuovamente con continuità da Pioli, conclude la stagione mettendo a referto 39 presenze e 4 reti in tutte le competizioni.
Nell'estate 2023, a seguito degli arrivi di Christian Pulisic e Samuel Chukwueze, finisce fuori dal progetto tecnico.

#### Bologna
Il 30 agosto 2023 passa al Bologna in prestito con diritto di riscatto fissato a 18 milioni di euro. Debutta con la sua nuova maglia il 24 settembre seguente, in un pareggio contro il Napoli. Nella gara seguente, il belga verrà espulso in seguito ad una doppia ammonizione rimediata a causa di un applauso all'arbitro. Il 3 febbraio 2024 segna la sua prima rete in maglia rossoblù, nel successo casalingo per 4-2 contro il Sassuolo. Durante lo svolgimento dell'annata Saelemaekers sarà soggetto a prestazioni del tutto convincenti, che daranno una mano fondamentale alla squadra per il ritorno dei rossoblù in Champions League dopo 60 anni. Il 6 giugno 2024 viene comunicato che la società rossoblù non avrebbe esercitato il diritto di riscatto per il giocatore e che a partire da luglio avrebbe fatto rientro alla base.

#### Ritorno al Milan e prestito alla Roma
Tornato al Milan, viene aggregato alla prima squadra ricevendo apprezzamenti da parte del neo allenatore rossonero Paulo Fonseca. Indossa di nuovo la maglia numero 56 e disputa per intero la gara contro il Torino valida per la prima giornata di campionato.
Tuttavia, il 30 agosto 2024 viene ceduto in prestito alla Roma nell'ambito di un'operazione di mercato che vede il romanista Tammy Abraham compiere il percorso inverso con la medesima formula. Due giorni dopo esordisce da titolare nella partita in casa della Juventus, valida per la terza giornata di campionato. Nella gara contro il Genoa del 15 settembre si frattura il malleolo mediale; si opera due giorni dopo, rimanendo fuori per 60 giorni. Il 7 dicembre ha segnato la prima rete con la Roma contro il Lecce, match valido per la quindicesima giornata di campionato.

### Nazionale
Il 7 settembre 2018 debutta con la nazionale Under-21 belga in occasione della partita di qualificazione al campionato d'Europa del 2019 vinta per 0-4 contro il Malta. Ha disputato la fase finale del campionato europeo del 2019.
Il 30 settembre 2020 viene convocato per la prima volta in nazionale maggiore, debuttando l'8 ottobre nella partita amichevole pareggiata per 1-1 contro la Costa d'Avorio a Bruxelles, in cui fornisce a Michy Batshuayi l'assist per il gol dei Diavoli Rossi. Il 5 settembre 2021 realizza il suo primo gol in nazionale, nella partita valevole per le qualificazioni al campionato mondiale di calcio 2022 vinta per 3-0 contro la Rep. Ceca. Nel novembre 2022 viene incluso dal CT Roberto Martínez fra le quattro riserve della rosa belga partecipante al campionato mondiale in Qatar.

## Statistiche

### Presenze e reti nei club
Statistiche aggiornate al 17 agosto 2025.
| Stagione          | Squadra           | Campionato        | Campionato | Campionato | Coppe nazionali | Coppe nazionali | Coppe nazionali | Coppe continentali | Coppe continentali | Coppe continentali | Altre coppe | Altre coppe | Altre coppe | Totale | Totale | Totale |
| Stagione          | Squadra           | Comp              | Pres       | Reti       | Comp            | Pres            | Reti            | Comp               | Pres               | Reti               | Comp        | Pres        | Reti        | Pres   | Reti   |        |
| ----------------- | ----------------- | ----------------- | ---------- | ---------- | --------------- | --------------- | --------------- | ------------------ | ------------------ | ------------------ | ----------- | ----------- | ----------- | ------ | ------ | ------ |
| 2017-2018         | Anderlecht        | D1                | 1+10       | 0          | CB              | 0               | 0               | UCL                | 0                  | 0                  | -           | -           | -           | 11     | 0      |        |
| 2018-2019         | Anderlecht        | D1                | 23+7       | 0          | CB              | 1               | 0               | UEL                | 3                  | 0                  | -           | -           | -           | 34     | 0      |        |
| 2019-gen. 2020    | Anderlecht        | D1                | 16         | 2          | CB              | 3               | 0               | -                  | -                  | -                  | -           | -           | -           | 19     | 2      |        |
| Totale Anderlecht | Totale Anderlecht | Totale Anderlecht | 57         | 2          |                 | 4               | 0               |                    | 3                  | 0                  |             | -           | -           | 64     | 2      |        |
| gen.-ago. 2020    | Milan             | A                 | 13         | 1          | CI              | 2               | 0               | -                  | -                  | -                  | -           | -           | -           | 15     | 1      |        |
| 2020-2021         | Milan             | A                 | 32         | 2          | CI              | 1               | 0               | UEL                | 7                  | 1                  | -           | -           | -           | 40     | 3      |        |
| 2021-2022         | Milan             | A                 | 36         | 1          | CI              | 4               | 1               | UCL                | 6                  | 0                  | -           | -           | -           | 46     | 2      |        |
| 2022-2023         | Milan             | A                 | 30         | 2          | CI              | 1               | 0               | UCL                | 8                  | 2                  | SI          | 0           | 0           | 39     | 4      |        |
| 2023-2024         | Bologna           | A                 | 30         | 4          | CI              | 2               | 0               | -                  | -                  | -                  | -           | -           | -           | 32     | 4      |        |
| ago. 2024         | Milan             | A                 | 1          | 0          | CI              | 0               | 0               | UCL                | 0                  | 0                  | SI          | 0           | 0           | 1      | 0      |        |
| 2024-2025         | Roma              | A                 | 22         | 7          | CI              | 2               | 0               | UEL                | 7                  | 0                  | -           | -           | -           | 31     | 7      |        |
| 2025-2026         | Milan             | A                 | 0          | 0          | CI              | 1               | 0               | -                  | -                  | -                  | SI          | 0           | 0           | 1      | 0      |        |
| Totale Milan      | Totale Milan      | Totale Milan      | 112        | 6          |                 | 9               | 1               |                    | 21                 | 3                  |             | 0           | 0           | 142    | 10     |        |
| Totale carriera   | Totale carriera   | Totale carriera   | 222        | 19         |                 | 17              | 1               |                    | 31                 | 3                  |             | 0           | 0           | 270    | 23     |        |

### Cronologia presenze e reti in nazionale
| Cronologia completa delle presenze e delle reti in nazionale ― Belgio | Cronologia completa delle presenze e delle reti in nazionale ― Belgio | Cronologia completa delle presenze e delle reti in nazionale ― Belgio | Cronologia completa delle presenze e delle reti in nazionale ― Belgio | Cronologia completa delle presenze e delle reti in nazionale ― Belgio | Cronologia completa delle presenze e delle reti in nazionale ― Belgio | Cronologia completa delle presenze e delle reti in nazionale ― Belgio | Cronologia completa delle presenze e delle reti in nazionale ― Belgio |
| Data                                                                  | Città                                                                 | In casa                                                               | Risultato                                                             | Ospiti                                                                | Competizione                                                          | Reti                                                                  | Note                                                                  |
| --------------------------------------------------------------------- | --------------------------------------------------------------------- | --------------------------------------------------------------------- | --------------------------------------------------------------------- | --------------------------------------------------------------------- | --------------------------------------------------------------------- | --------------------------------------------------------------------- | --------------------------------------------------------------------- |
| 8-10-2020                                                             | Bruxelles                                                             | Belgio                                                                | 1 – 1                                                                 | Costa d'Avorio                                                        | Amichevole                                                            | -                                                                     | 63’                                                                   |
| 2-9-2021                                                              | Tallinn                                                               | Estonia                                                               | 2 – 5                                                                 | Belgio                                                                | Qual. Mondiali 2022                                                   | -                                                                     | 61’ 65’                                                               |
| 5-9-2021                                                              | Bruxelles                                                             | Belgio                                                                | 3 – 0                                                                 | Rep. Ceca                                                             | Qual. Mondiali 2022                                                   | 1                                                                     | 57’                                                                   |
| 8-9-2021                                                              | Kazan'                                                                | Bielorussia                                                           | 0 – 1                                                                 | Belgio                                                                | Qual. Mondiali 2022                                                   | -                                                                     | 84’                                                                   |
| 10-10-2021                                                            | Torino                                                                | Italia                                                                | 2 – 1                                                                 | Belgio                                                                | UEFA Nations League 2020-2021 - Finale 3º posto                       | -                                                                     | 59’                                                                   |
| 13-11-2021                                                            | Bruxelles                                                             | Belgio                                                                | 3 – 1                                                                 | Estonia                                                               | Qual. Mondiali 2022                                                   | -                                                                     | 62’                                                                   |
| 16-11-2021                                                            | Cardiff                                                               | Galles                                                                | 1 – 1                                                                 | Belgio                                                                | Qual. Mondiali 2022                                                   | -                                                                     | 58’ 75’                                                               |
| 26-3-2022                                                             | Dublino                                                               | Irlanda                                                               | 2 – 2                                                                 | Belgio                                                                | Amichevole                                                            | -                                                                     | 46’                                                                   |
| 29-3-2022                                                             | Bruxelles                                                             | Belgio                                                                | 3 – 0                                                                 | Burkina Faso                                                          | Amichevole                                                            | -                                                                     | 53’                                                                   |
| 24-3-2023                                                             | Solna                                                                 | Svezia                                                                | 0 – 3                                                                 | Belgio                                                                | Qual. Euro 2024                                                       | -                                                                     | 86’                                                                   |
| 28-3-2023                                                             | Colonia                                                               | Germania                                                              | 2 – 3                                                                 | Belgio                                                                | Amichevole                                                            | -                                                                     | 46’                                                                   |
| 19-11-2023                                                            | Bruxelles                                                             | Belgio                                                                | 5 – 0                                                                 | Azerbaigian                                                           | Qual. Euro 2024                                                       | -                                                                     | 60’                                                                   |
| 20-3-2025                                                             | Murcia                                                                | Ucraina                                                               | 3 – 1                                                                 | Belgio                                                                | UEFA Nations League 2024-2025 - Play-off                              | -                                                                     | 80’                                                                   |
| 23-3-2025                                                             | Genk                                                                  | Belgio                                                                | 3 – 0                                                                 | Ucraina                                                               | UEFA Nations League 2024-2025 - Play-off                              | -                                                                     | 69’                                                                   |
| 6-6-2025                                                              | Skopje                                                                | Macedonia del Nord                                                    | 1 – 1                                                                 | Belgio                                                                | Qual. Mondiali 2026                                                   | -                                                                     |                                                                       |
| 9-6-2025                                                              | Bruxelles                                                             | Belgio                                                                | 4 – 3                                                                 | Galles                                                                | Qual. Mondiali 2026                                                   | -                                                                     | 89’                                                                   |
| Totale                                                                |                                                                       | Presenze                                                              | 16                                                                    |                                                                       | Reti                                                                  | 1                                                                     |                                                                       |

| Cronologia completa delle presenze e delle reti in nazionale ― Belgio under 21 | Cronologia completa delle presenze e delle reti in nazionale ― Belgio under 21 | Cronologia completa delle presenze e delle reti in nazionale ― Belgio under 21 | Cronologia completa delle presenze e delle reti in nazionale ― Belgio under 21 | Cronologia completa delle presenze e delle reti in nazionale ― Belgio under 21 | Cronologia completa delle presenze e delle reti in nazionale ― Belgio under 21 | Cronologia completa delle presenze e delle reti in nazionale ― Belgio under 21 | Cronologia completa delle presenze e delle reti in nazionale ― Belgio under 21 |
| Data                                                                           | Città                                                                          | In casa                                                                        | Risultato                                                                      | Ospiti                                                                         | Competizione                                                                   | Reti                                                                           | Note                                                                           |
| ------------------------------------------------------------------------------ | ------------------------------------------------------------------------------ | ------------------------------------------------------------------------------ | ------------------------------------------------------------------------------ | ------------------------------------------------------------------------------ | ------------------------------------------------------------------------------ | ------------------------------------------------------------------------------ | ------------------------------------------------------------------------------ |
| 7-9-2018                                                                       | Ta' Qali                                                                       | Malta under 21                                                                 | 0 – 4                                                                          | Belgio under 21                                                                | Qual. Europeo Under-21 2019                                                    | -                                                                              | 80’                                                                            |
| 11-9-2018                                                                      | Budapest                                                                       | Ungheria under 21                                                              | 0 – 3                                                                          | Belgio under 21                                                                | Qual. Europeo Under-21 2019                                                    | -                                                                              | 84’                                                                            |
| 15-11-2018                                                                     | Bucarest                                                                       | Romania under 21                                                               | 3 – 3                                                                          | Belgio under 21                                                                | Amichevole                                                                     | -                                                                              | 46’                                                                            |
| 20-3-2019                                                                      | Slagelse                                                                       | Danimarca under 21                                                             | 3 – 2                                                                          | Belgio under 21                                                                | Amichevole                                                                     | -                                                                              | 46’                                                                            |
| 3-6-2019                                                                       | Le Mans                                                                        | Francia under 21                                                               | 3 – 0                                                                          | Belgio under 21                                                                | Amichevole                                                                     | -                                                                              | 79’                                                                            |
| 16-6-2019                                                                      | Reggio Emilia                                                                  | Polonia under 21                                                               | 3 – 2                                                                          | Belgio under 21                                                                | Europeo Under-21 2019 - 1º turno                                               | -                                                                              | 90’                                                                            |
| 22-6-2019                                                                      | Reggio Emilia                                                                  | Belgio under 21                                                                | 1 – 3                                                                          | Italia under 21                                                                | Europeo Under-21 2019 - 1º turno                                               | -                                                                              | 45+1’ 74’                                                                      |
| 6-9-2019                                                                       | Wrexham                                                                        | Galles under 21                                                                | 1 – 0                                                                          | Belgio under 21                                                                | Qual. Europeo Under-21 2021                                                    | -                                                                              | 38’                                                                            |
| 10-9-2019                                                                      | Oud-Heverlee                                                                   | Belgio under 21                                                                | 0 – 0                                                                          | Bosnia ed Erzegovina under 21                                                  | Qual. Europeo Under-21 2021                                                    | -                                                                              |                                                                                |
| 17-11-2019                                                                     | Friburgo in Brisgovia                                                          | Germania under 21                                                              | 2 – 3                                                                          | Belgio under 21                                                                | Qual. Europeo Under-21 2021                                                    | -                                                                              | 80’                                                                            |
| 8-9-2020                                                                       | Oud-Heverlee                                                                   | Belgio under 21                                                                | 4 – 1                                                                          | Germania under 21                                                              | Qual. Europeo Under-21 2021                                                    | -                                                                              | 81’                                                                            |
| 13-10-2020                                                                     | Tiraspol                                                                       | Moldavia under 21                                                              | 1 – 0                                                                          | Belgio under 21                                                                | Qual. Europeo Under-21 2021                                                    | -                                                                              | 46’                                                                            |
| Totale                                                                         |                                                                                | Presenze                                                                       | 12                                                                             |                                                                                | Reti                                                                           | 0                                                                              |                                                                                |

| Cronologia completa delle presenze e delle reti in nazionale ― Belgio under 19 | Cronologia completa delle presenze e delle reti in nazionale ― Belgio under 19 | Cronologia completa delle presenze e delle reti in nazionale ― Belgio under 19 | Cronologia completa delle presenze e delle reti in nazionale ― Belgio under 19 | Cronologia completa delle presenze e delle reti in nazionale ― Belgio under 19 | Cronologia completa delle presenze e delle reti in nazionale ― Belgio under 19 | Cronologia completa delle presenze e delle reti in nazionale ― Belgio under 19 | Cronologia completa delle presenze e delle reti in nazionale ― Belgio under 19 |
| Data                                                                           | Città                                                                          | In casa                                                                        | Risultato                                                                      | Ospiti                                                                         | Competizione                                                                   | Reti                                                                           | Note                                                                           |
| ------------------------------------------------------------------------------ | ------------------------------------------------------------------------------ | ------------------------------------------------------------------------------ | ------------------------------------------------------------------------------ | ------------------------------------------------------------------------------ | ------------------------------------------------------------------------------ | ------------------------------------------------------------------------------ | ------------------------------------------------------------------------------ |
| 5-10-2017                                                                      | Malaga                                                                         | Belgio under 19                                                                | 2 – 0                                                                          | Stati Uniti under 19                                                           | Amichevole                                                                     | -                                                                              | 69’                                                                            |
| 7-10-2017                                                                      | Malaga                                                                         | Russia under 19                                                                | 1 – 2                                                                          | Belgio under 19                                                                | Amichevole                                                                     | -                                                                              | 61’                                                                            |
| 21-3-2018                                                                      | Benidorm                                                                       | Belgio under 19                                                                | 2 – 3                                                                          | Francia under 19                                                               | Qual. Europeo Under-19 2018                                                    | -                                                                              |                                                                                |
| 24-3-2018                                                                      | Benidorm                                                                       | Spagna under 19                                                                | 3 – 0                                                                          | Belgio under 19                                                                | Qual. Europeo Under-19 2018                                                    | -                                                                              | 81’                                                                            |
| Totale                                                                         |                                                                                | Presenze                                                                       | 4                                                                              |                                                                                | Reti                                                                           | 0                                                                              |                                                                                |

## Palmarès

### Club
- Campionato italiano: 1

Milan: 2021-2022